# Hyla annectans
Hyla annectans is een kikker uit de familie boomkikkers (Hylidae).
De soort werd voor het eerst wetenschappelijk beschreven door Thomas Claverhill Jerdon in 1870. Oorspronkelijk werd de wetenschappelijke naam Polypedates annectans gebruikt.

## Verspreiding en habitat
Hyla annectans komt voor in delen van Azië en leeft in de landen China, India, Myanmar, Thailand en Vietnam. De habitat bestaat uit begroeide gebieden zoals bossen en graslanden met struiken. De kikker plant zich voort in kleine oppervlaktewateren waaronder rijstvelden.